# Born to Die (album van Lana Del Rey)
Born to Die is het tweede studioalbum van de Amerikaanse zangeres Lana Del Rey, voorafgegaan door de single "Video Games" waarmee ze in 2011 wereldwijd doorbrak. Het album, dat op 27 januari 2012 werd uitgebracht, werd door sommige critici goed ontvangen, terwijl andere vonden dat het album te eentonig was. Born to Die debuteerde zowel in de Amerikaanse hitlijst als in de Nederlandse Album Top 100 op nummer 2. Tot op heden zijn er wereldwijd ruim 4 miljoen exemplaren van het album verkocht.

## Tracklist
| 1.                 | "Born to Die"                 | Lana Del Rey, Justin Parker      | 4:46 |
| 2.                 | "Off to the Races"            | Del Rey, Tim Larcombe            | 5:00 |
| 3.                 | "Blue Jeans"                  | Del Rey, Emile Haynie, Dan Heath | 3:30 |
| 4.                 | "Video Games"                 | Del Rey, Parker                  | 4:42 |
| 5.                 | "Diet Mountain Dew"           | Del Rey, Mike Daly               | 3:43 |
| 6.                 | "National Anthem"             | Del Rey, Parker, The Nexus       | 3:51 |
| 7.                 | "Dark Paradise"               | Del Rey, Rick Nowels             | 4:03 |
| 8.                 | "Radio"                       | Del Rey, Parker                  | 3:34 |
| 9.                 | "Carmen"                      | Del Rey, Parker                  | 4:08 |
| 10.                | "Million Dollar Man"          | Del Rey, Chris Braide            | 3:51 |
| 11.                | "Summertime Sadness"          | Del Rey, Nowels                  | 4:25 |
| 12.                | "This Is What Makes Us Girls" | Del Rey, Larcombe, Jim Irvin     | 3:58 |
| Totale duur: 49:28 |                               |                                  |      |

| 13.                | "Without You" | Del Rey, Skarbek        | 3:49 |
| 14.                | "Lolita"      | Del Rey, Howe, Robinson | 3:40 |
| 15.                | "Lucky Ones"  | Del Rey, Nowels         | 3:45 |
| Totale duur: 60:40 |               |                         |      |

## Hitnotering

### NederlandseAlbum Top 100
| Hitnotering: 04-02-2012 t/m 22-09-2012 | Hitnotering: 04-02-2012 t/m 22-09-2012 | Hitnotering: 04-02-2012 t/m 22-09-2012 | Hitnotering: 04-02-2012 t/m 22-09-2012 | Hitnotering: 04-02-2012 t/m 22-09-2012 | Hitnotering: 04-02-2012 t/m 22-09-2012 | Hitnotering: 04-02-2012 t/m 22-09-2012 | Hitnotering: 04-02-2012 t/m 22-09-2012 | Hitnotering: 04-02-2012 t/m 22-09-2012 | Hitnotering: 04-02-2012 t/m 22-09-2012 | Hitnotering: 04-02-2012 t/m 22-09-2012 | Hitnotering: 04-02-2012 t/m 22-09-2012 | Hitnotering: 04-02-2012 t/m 22-09-2012 | Hitnotering: 04-02-2012 t/m 22-09-2012 | Hitnotering: 04-02-2012 t/m 22-09-2012 | Hitnotering: 04-02-2012 t/m 22-09-2012 | Hitnotering: 04-02-2012 t/m 22-09-2012 | Hitnotering: 04-02-2012 t/m 22-09-2012 | Hitnotering: 04-02-2012 t/m 22-09-2012 | Hitnotering: 04-02-2012 t/m 22-09-2012 | Hitnotering: 04-02-2012 t/m 22-09-2012 |
| Week:                                  | 1                                      | 2                                      | 3                                      | 4                                      | 5                                      | 6                                      | 7                                      | 8                                      | 9                                      | 10                                     | 11                                     | 12                                     | 13                                     | 14                                     | 15                                     | 16                                     | 17                                     | 18                                     | 19                                     | 20                                     |
| -------------------------------------- | -------------------------------------- | -------------------------------------- | -------------------------------------- | -------------------------------------- | -------------------------------------- | -------------------------------------- | -------------------------------------- | -------------------------------------- | -------------------------------------- | -------------------------------------- | -------------------------------------- | -------------------------------------- | -------------------------------------- | -------------------------------------- | -------------------------------------- | -------------------------------------- | -------------------------------------- | -------------------------------------- | -------------------------------------- | -------------------------------------- |
| Positie:                               | 2                                      | 4                                      | 7                                      | 7                                      | 8                                      | 17                                     | 21                                     | 25                                     | 23                                     | 31                                     | 29                                     | 22                                     | 34                                     | 29                                     | 28                                     | 41                                     | 38                                     | 39                                     | 55                                     | 56                                     |
| Week:                                  | 21                                     | 22                                     | 23                                     | 24                                     | 25                                     | 26                                     | 27                                     | 28                                     | 29                                     | 30                                     | 31                                     | 32                                     | 33                                     | 34                                     | 35                                     | 36                                     | 37                                     | 38                                     | 39                                     | 40                                     |
| Positie:                               | 56                                     | 52                                     | 43                                     | 61                                     | 45                                     | 51                                     | 44                                     | 22                                     | 30                                     | 60                                     | 49                                     | 14                                     | 27                                     | 40                                     | uit                                    |                                        |                                        |                                        |                                        |                                        |